# Карл-Зіґфрід фон Георг
Карл-Зіґфрід Ріттер фон Георг (нім. Carl-Siegfried Ritter von Georg; 27 серпня 1886 — 26 вересня 1957, Кельн) — німецький морський офіцер, корветтен-капітан, гауптштурмфюрер СС. Кавалер орденів Pour le Mérite, військового ордена Максиміліана Йозефа, з яким також одержав особистий дворянський титул, та Німецького хреста в сріблі.

## Біографія
Третій з шести дітей промисловця і баварського королівського комерційного радника Вільгельма Бальтазара Георга і його дружини Рози. В 1905 році поступив на службу кадетом в кайзерліхмаріне. Учасник першої світової війни, з січня 1916 року служив у підводному флоті. За бойові заслуги відзначений численними нагородами. Всього за час бойових дій Георг потопив 76 кораблів загальною водотоннажністю 111 415 брт і пошкодив 7 кораблів (19 675 брт). Після війни продовжив службу в рейхсмаріне, однак 28 серпня 1920 року звільнений у зв'язку з участю в Каппському заколоті. Після звільнення певний час був командиром батальйону 3-ї морської бригади фон Левенфельда. Британська влада звинуватила Георга у воєнних злочинах, однак у 1923 році зняла звинувачення.
З 1925 року — власник компанії v. Georg & Co в Гамбурзі, в 1928 році вступив у Спілку вільних підприємців. З 1933 року — член правління компанії Adlerwerke, з 1937 року — також член Спілки металургів (Франкфурт-на-Майні). 1  травня 1933 року вступив у НСДАП (партійний квиток №3 279 693), 30 січня 1938 року — в СС (членський номер 291 154).
27 серпня 1939 року призваний на службу в крігсмаріне, з 11 вересня 1939 року — керівник групи озброєнь головного управління відділу будівництва військових кораблів ОКМ. Також з 1 квітня по 1 серпня 1943 року — начальник морського спецштабу «Італія» рейхсміністерства озброєнь і військової промисловості. 28 квітня 1945 року відправлений у відставку. 8 травня 1945 року взятий у полон, звільнений 19 грудня 1947 року. Після звільнення і до самої смерті був партнером і виконавчим директором континентальної компанії в Кельні, яка займалась металургією і виробництвом хімічної продукції.

## Звання[1]
- Морський кадет (1 квітня 1905)
- Фенріх-цур-зее (7 квітня 1906)
- Лейтенант-цур-зее (28 вересня 1908)
- Оберлейтенант-цур-зее (27 січня 1911)
- Капітан-лейтенант (19 квітня 1916)
- Оберштурмфюрер СС (30 січня 1938)
- Гауптштурмфюрер СС (30 січня 1939)
- Корветтен-капітан (1 червня 1940)
- Фрегаттен-капітан (1 липня 1942)

## Нагороди[1]
- Орден Корони (Пруссія) 4-го класу
- Залізний хрест 2-го і 1-го класу
- Ганзейський хрест (Гамбург)
- Орден «За військові заслуги» (Баварія) 4-го класу з мечами (15 грудня 1915)
- Лицарський хрест королівського ордена дому Гогенцоллернів з мечами (18 серпня 1917)
- Pour le Mérite (24 квітня 1918)
- Лицарський хрест військового ордена Максиміліана Йозефа (Баварське королівство) (25 квітня 1918)
- Нагрудний знак підводника (1918)
- Хрест «За вислугу років» (Пруссія)
- Почесний хрест ветерана війни з мечами
- Хрест Воєнних заслуг 2-го і 1-го класу з мечами
- Німецький хрест в сріблі (15 лютого 1945)